# Fragments of Unbecoming
I Fragments of Unbecoming sono una melodic death metal proveniente da Laudenbach, Germania e formatasi nel 2000.
Il chitarrista del gruppo Sascha Ehrich è altresì rinomato in ambito "metal" per le numerose copertine di dischi realizzate (ad esempio per gruppi quali i Necrophagist).

## Formazione[1]

### Attuale
- Sam Anetzberger − Voce (2004 − oggi)
- Stefan Weimar − Chitarra, Voce (2000 − oggi)
- Sascha Ehrich − Chitarra (2000 − oggi)
- Ingo Maier − batteria (2000 − oggi)
- Christopher Körtgen - basso (2009–oggi)

### Membri precedenti
- Wolfram Schellenberg − basso (2000 − 2009)

## Discografia
- 2002 - Bloodred Tales CHAPTER I - The Crimson Season (EP, Sylphony Creations)
- 2004 - Skywards CHAPTER II - A Sylphe’s Ascension (Metal Blade)
- 2006 - Sterling Black Icon CHAPTER III - Black But Shining (Metal Blade)
- 2009 - Everhaunting Past CHAPTER IV - A Splendid Retrospection (Metal Blade)